# 管型
尿圓柱又称尿管型、尿铸型，简称管型（cast），是在一定条件下，肾小球滤出的蛋白质及细胞、细胞碎片在肾远曲小管和集合管中凝固后，形成的圆柱形蛋白聚体。英语 cast 的意思是铸件、模型，汉字“型”铸模之义，此处衍生为物体的阴模复制品的意思。
尿管型形成于远端肾单位，之后离开形成部位，并最终随尿液排出体外，显微镜下会看到由微粒物质构成的圆柱状聚集体。尿管型一般成分为蛋白质、血浆蛋白、肾小管分泌物、变性的肾小管上皮细胞、红细胞、白细胞及其崩解产物。尿中出现多量管型表示肾实质有病理性变化，见于肾盂肾炎或慢性肾病。

## 形成机制
尿液管型是通过肾小管细胞所分泌的Tamm-Horsfall 黏蛋白沉淀析出而形成的；另外，有时则是由蛋白尿时尿液之中的白蛋白所形成的。在有利于蛋白质变性和沉淀的环境条件下，管型形成明显增强（例如，低流量、盐类浓缩、pH偏低）。不幸的是，在这些条件下，Tamm-Horsfall蛋白尤其易于发生沉淀。

## 管型分类
在尿液分析过程中，如果显微镜检发现尿液之中存在管型，则尿液管型具有临床意义，可以作为肾脏疾病的诊断和预后指标。正如管型的圆柱状外形所反映的那样，管型形成于肾脏之中纤细的远曲小管和收集管。一般而言，在流经泌尿系统下游通路的时候，管型会保持其原有的形状和组成。最为常见类型的管型都属于良性，而另外一些类型则可作为某种病理状态的指标。管型的不同类型全都取决于各种构成成分在黏蛋白基质（即透明管型）之中包涵或黏附情况。“管型”一词本身仅仅描述了尿液管型的形状，因而在实际工作中，还需要采用名词或形容词来对其加以限定，描述管型的实际组成成分。 对于可能出现在尿沉渣之中的管型可以作出如下分类：

### 非细胞管型

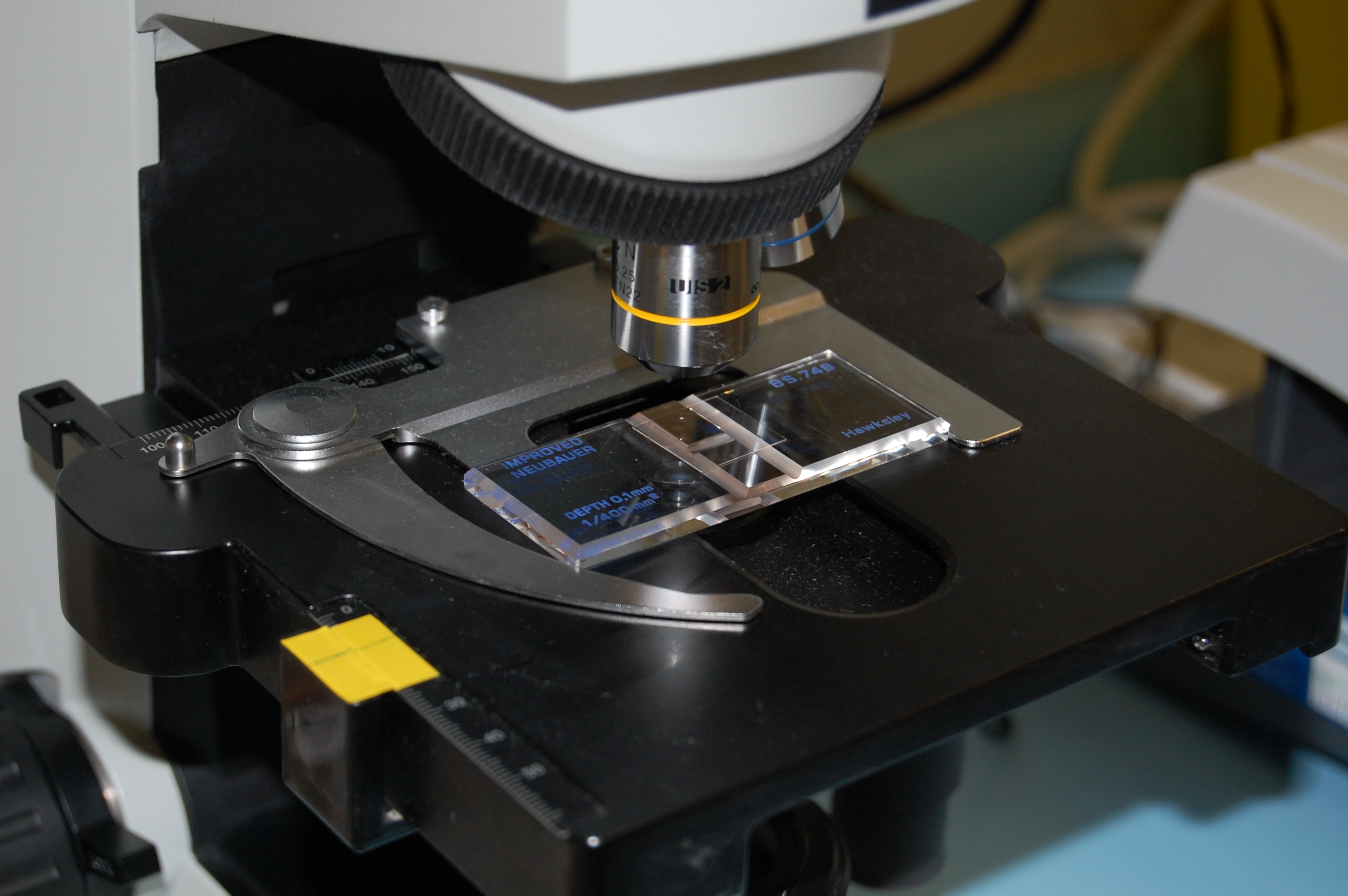
准备采用Neubauer计数池在相差显微镜下检查尿液标本。尿液标本位于盖玻片下。Neubauer计数池的上表面有H形沟槽。

#### 透明管型
透明管型最为常见，是由肾单位肾小管上皮细胞分泌的Tamm-Horsfall黏蛋白 凝固而形成的。尿流量低、尿液浓缩或酸性环境均可促进透明管型的形成。同样，正常人在脱水或剧烈运动的情况，尿液之中亦可出现透明管型。透明管型呈清晰透明圆柱状，折光指数低，因而在匆忙草率地进行光镜检查时，或者在尿液标本久置时，易于漏检。不过，在相差显微镜下则易于识别。在Tamm-Horsfall黏蛋白广泛存在的条件下，各种构成成分包涵或黏附在透明的黏蛋白基质（即透明管型）之中就会形成其他类型的管型。

#### 颗粒管型
颗粒管型的常见程度仅次于透明管型。细胞管型内部细胞结构的崩解，或者透明管型之中包涵血浆蛋白（如白蛋白）或免疫球蛋白轻链的聚集体之后，均可形成颗粒管型。根据内部包涵物的大小，又可将颗粒管型分为细颗粒管型和粗颗粒管型；不过，这种分类并没有诊断意义。与透明管型相比，颗粒管型通常更像雪茄形，且折光指数较高。颗粒管型在大多数情况下往往意味着慢性肾脏疾病；另外，与透明管型一样，亦可见于剧烈运动。

#### 腊样管型
作为管型演变的最终产物，腊样管型的出现表明，尿流量极低，且与长期而又严重的肾脏疾病（如肾衰）相关。另外，由于尿液停滞且腊样管型形成于病变扩张的导管之中，腊样管型显著大于透明管型。腊样管型不但呈圆柱状，而且折光指数较高，更为僵硬，边缘锐利，存在破裂以及断端。腊样管型同时还归属宽大管型之列；后者是一条更为宽泛的术语，用来描述那些扩张导管之中所形成的更为宽大的管型。

#### 脂肪管型
脂肪管型是由富含脂类的上皮细胞崩解所形成的淡黄色至黄褐色管型，其中含有脂肪滴包涵物。如果其中存在胆固醇或胆固醇酯，在偏振光下可呈现“马尔他十字”。多种疾病时均可出现脂肪管型，包括高尿蛋白肾病综合征、糖尿病肾病或狼疮性肾病，或者更大范围的坏死或上皮细胞死亡。

#### 色素管型
色素管型是由新陈代谢降解产物或药物性色素的黏附所形成的。此类管型因着色而得名。色素包括内源性色素和药物性色素。内源性色素如溶血性贫血时的血红蛋白、横纹肌肌溶症时的肌红蛋白和肝脏疾病时的胆红素；非那吡啶等药物性色素亦可使管型着色。

#### 结晶管型
草酸盐、尿酸盐或磺胺药物之类结晶化的尿液溶质，在透明管型形成时滞留其中，从而形成结晶管型。不过，此类管型的临床意义并不大。

### 细胞管型

#### 红细胞管型
管型之中存在红细胞，始终属于病理性，强烈表明患者存在着肾小球损伤。红细胞管型可出现于各种原因或结节性脉管炎所造成的肾小球肾炎，包括韦格纳肉芽肿病、系统性红斑狼疮、链球菌感染后肾小球肾炎或Goodpasture综合征。另外，红细胞管型尚可与肾梗死和细菌性心内膜炎相关。 红细胞管型呈淡黄色至褐色，通常为圆柱状，有时边缘粗糙（参差不齐）；由于红细胞管型脆性大，检查时需要采用新鲜尿液标本。红细胞管型通常与肾病综合征相关联。

#### 白细胞管型
白细胞管型代表着存在炎症或感染。管型之中或其表面之上存在白细胞，强烈提示存在肾盂肾炎（这是肾脏的一种直接感染）。白细胞管型尚可见于炎症状态，如急性过敏性间质性肾炎、肾病综合征或链球菌感染后急性肾小球肾炎。有时，管型之中的白细胞难以与上皮细胞相鉴别，因而可能还需要进行特殊染色。透明基质的存在可以用来与单纯的白细胞团块相鉴别。

#### 细菌管型
如果细菌管型出现于肾盂肾炎，则往往应当与松散的细菌、白细胞以及白细胞管型并存。在临床检验实践中，可能很少发现细菌管型，因为中性粒细胞具有抗感染活性，从而有可能将其误认为细颗粒管型。

#### 上皮细胞管型
这种管型是由肾小管内层剥落的上皮细胞包涵或黏附于透明管型所形成的。其中的上皮细胞可呈无序状或成片存在。此类上皮细胞的特点是细胞核大而圆，且细胞浆较少。上皮细胞管型可见于急性肾小管坏死和毒物摄入，如汞、二甘醇或水杨酸盐。在这些情况下，成团或成片的此类细胞有可能同时剥落，且取决于损伤的大小范围。巨细胞病毒和肝炎病毒亦可造成上皮细胞死亡。